# Thomas Eakins
Thomas Cowperthwaite Eakins (Filadèlfia, Estats Units, 25 de juliol de 1844 - ibídem, 25 de juny de 1916) fou un pintor, fotógraf, escultor i educador de belles arts estatunidenc.
Thomas Eakins va estudiar a París, a l'Escola de Belles Arts de Jean-Léon Gérôme i de Léon Bonnat entre el 1866 i el 1868. Després va viatjar a Espanya i més endavant va tornar als Estats Units, on va començar una brillant carrera com a pintor realista. Enamorat de la realitat òptica, es va interessar per la fotografia. El 1882 va ser nomenat professor de l'Acadèmia de Belles Arts de Pennsilvània, una escola d'art avantguardista on va ensenyar fotografia. El 1886 va perdre el lloc en aquesta acadèmia per haver revelat la nuesa d'un model masculí a un públic femení en un curs d'anatomia.
La seva dona, Susan Macdowell Eakins (1851-1938), també va ser pintora. Entre els artistes que van ser influïts per ell, cal citar Andrew Wyeth.